# Julia Ituma
Julia Ituma (Milão, 8 de outubro de 2004 – Istambul, 13 de abril de 2023) foi uma jogadora de vôlei italiana, que atuava pelo Novara, da Itália. Era considerada uma promessa do vôlei italiano.

## Conquistas
Ituma teve algumas conquistas importantes em sua curta carreira. Foi campeã do Campeonato Europeu Sub-19 feminino pela seleção italiana. Fez parte da seleção italiana que conquistou o mundial sub-20 em julho de 2020. Era a primeira jogadora a ter a chance de vencer o mundial nas duas faixas etárias (sub-18 e sub-20) no mesmo ano. Ela também se destacou por acertar uma bolada em uma jogadora romena e quebrar uma lâmpada no Mundial sub-18 de vôlei.

## Morte
Ela morreu no dia 13 de abril de 2023 depois de cair da janela de um hotel em Istambul, na Turquia, onde seu clube estava hospedado para disputar a semifinal da Liga dos Campeões de vôlei feminino contra o Eczacibasi.